# Альтдорф (Рейнланд-Пфальц)
Альтдорф (нем. Altdorf) — община в Германии, в земле Рейнланд-Пфальц. 
Входит в состав района Южный Вайнштрассе. Подчиняется управлению Эденкобен.  Население составляет 700 человек (на 31 декабря 2010 года). Занимает площадь 6,36 км².